# Лазар Калайджийски
Лазар Калайджийски с псевдоним Добри (на македонска литературна норма: Лазар Калајџиски – Добри) е югославски партизанин, участник в комунистическата съпротива във Вардарска Македония, военен, полковник.

## Биография
Роден е на 25 март 1913 година в окупирания от сръбски войски Неготино. През ноември 1939 година става член на ЮКП, а от август 1940 година. Отделно е секретар на Местния комитет на ЮКП за Неготино, ръководител на местния военен щаб. През април 1943 година става заместник-командир на Трета оперативна зона на НОВ и ПОМ, а от август същата година и командир на зоната. После е заместник-командир на Тиквешкият народоосвободителен партизански отряд „Добри Даскалов“. От 19 декември 1943 до август 1944 е заместник-командир на втора македонска ударна бригада. Отделно е заместник-командир на четиридесет и девета македонска дивизия на НОВЮ и на петнадесети корпус на НОВЮ. Участва като делегат във второто и третото заседание на АВНОЮ и също така е делегат е на Първото заседание на АСНОМ. След войната учи във Военна академия и става командир на Военна област в Битоля. По-късно е началник на народната отбрана към Събранието на Социалистическа република Македония. Носител е на Партизански възпоменателен медал 1941 година.